# Tina de Jarque
Constantina de Jarque Castro (Barcelona, 25 de gener de 1906 - València, 23 de gener de 1937), més coneguda com a Tina de Jarque, va ser una actriu i cantant espanyola. Va ser una de les vedets més populars en les primeres dècades del segle xx, gravà discos amb els seus grans èxits i participà en revistes i pel·lícules a Sud-amèrica', Alemanya o els Estats Units. Practicant del naturisme, va ser de les primeres artistes a portar el jazz, la bossa nova i la samba a Espanya i a mostrar el cos nu a l'escenari i a la pantalla.

## Biografia
Va néixer en el barri d'El Poble-sec, de Barcelona, en el si d'una família d'artistes circenses molt coneguda en l'època, que provenia d'una gran dinastia de trapezistes i equilibristes; ella era neta del clown Santiago Jarque –Santiaguini– i filla d'Antonio de Jarque, conegut com el pallasso Tonitoff. Parlava quatre idiomes i des de molt petita va mostrar talent.
Als 16 anys va guanyar un concurs de bellesa al teatre Novedades i, gràcies a la seva bonica veu, va començar a cantar cuplets i a treballar com a artista de varietats. Va debutar a l'Edèn Concert, després va treballar al café-restaurante Au Lyon d'Or i aviat es va fer una carrera en el món de la revista, el teatre i el cinema. Va fer la presentació a Madrid el 1921, al teatre Romea del carrer de Carretas, i al Teatre Novedades, i tot seguit es va incorporar a la companyia d'Eulogio Velasco, la més important de l'època.
Durant els anys 20 va actuar en espectacles com En plena locura (1926) i La orgía dorada  (1928), dues revistes d'èxit, després de les quals va fer gires a Hispanoamèrica i els EUA (1932). A Europa va treballar a Barcelona, San Sebastià, Biarritz, París, Berlín… Durant els anys trenta va aconseguir un gran triomf amb ¡Como están las mujeres!, de Pablo Luna, i amb la nova versió de Las corsarias, d'Alonso.
El 1922 va rodar a Alemanya la pel·lícula Bigamia, a la qual seguiren La medalla del torero (1924), la tragèdia La mala ley (1925) i Carne de fieras (1936), una pel·lícula que no s'estrenaria fins al 1992.
A Nova York va ser amant del boxejador més cèlebre del moment, Paulino Uzcudun; va mantenir una relació sentimental amb l'actor còmic Carles Saldaña –Alady– i també fou amant del banquer Joan March.

## Durant la Guerra Civil
Visitaven sovint Tina de Jarque al seu camerino molts admiradors, entre els quals hi havia militars d'alta graduació i homes de l'alta burgesia. Aquest fet va fer sospitar als anarquistes que practicava un doble joc i era, en realitat, una espia. Així, malgrat que al llarg de l'any 36 va participar en festivals en suport de la República, al mes de novembre va ser detinguda a Madrid per Abel Domínguez, un milicià andalús, anarquista i exlegionari, secretari de la Federació Regional Andalusa de la Confederació Nacional del Treball (CNT). Posteriorment, mentre fugia amb ell, que duia joies i objectes de valor, va ser detinguda i acusada de robatori de joies i espionatge, per la qual cosa va ser afusellada. Tenia 31 anys.
Personatge incòmode per a tots dos bàndols enfrontats durant el conflicte, tot i que va ser afusellada pels republicans, no va ser reivindicada pels guanyadors, i va ser oblidada.

## Controvèrsia
Hi ha discrepàncies sobre la història que envolta la polèmica vedet, ja que algunes persones van afirmar en el seu moment que havia pogut escapar cap a França amb una identitat falsa. La investigació duta a terme per Alfonso Domingo, que culminà en l'edició d'un llibre el 2013, va revelar aquestes incògnites i se sap que les seves restes mortals van ser dipositades en el Cementiri de València.

## Filmografia
| Any  | Títol                 | Paper    | Notes                        |
| ---- | --------------------- | -------- | ---------------------------- |
| 1922 | Bigàmia               | Gitana   | Pel·lícula rodada a Alemanya |
| 1924 | La medalla del torero | Empar    | Tragèdia                     |
| 1925 | La mala llei          | María    | Tragèdia                     |
| 1936 | Carn de feres         | Adúltera | Estrenada en 1992            |

## Discografia
- Al Uruguay (amb Alady i La Yankee), Gramòfon 110770.
- La orgía dorada, CD (La revista musical española Vol. 11. Sonifolk 20134, 1999).[12]